# Jack Nicholson

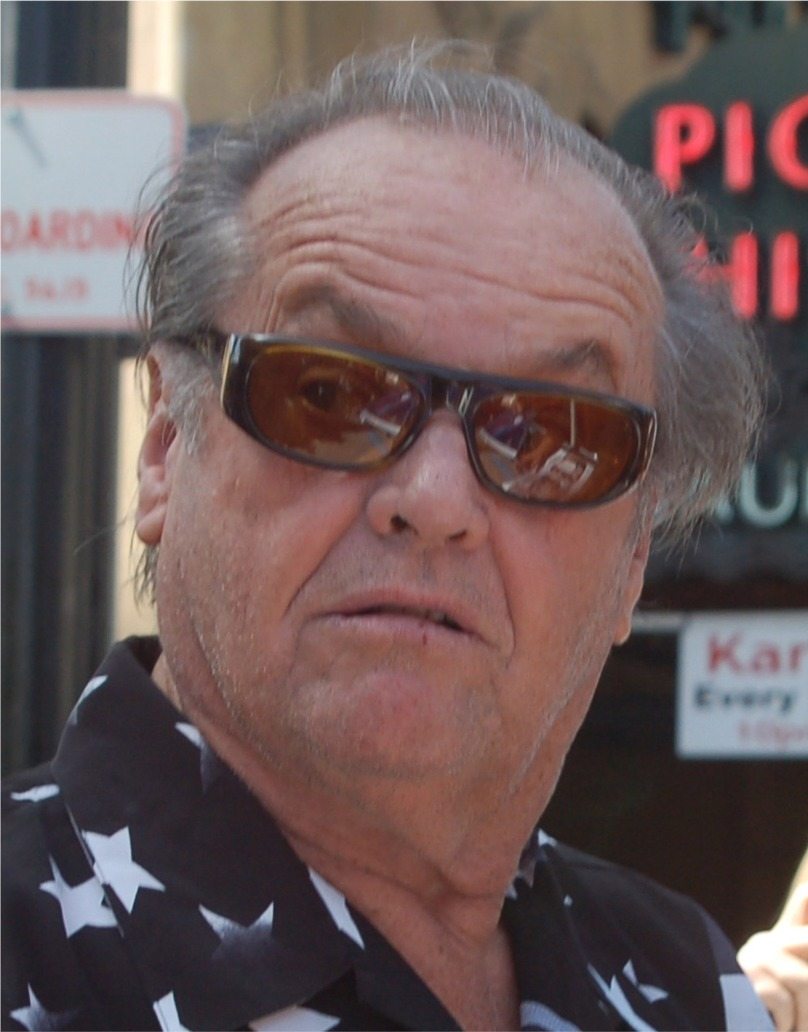
Jack Nicholson (2010)

John Joseph „Jack“ Nicholson (* 22. April 1937 in Neptune City, New Jersey) ist ein US-amerikanischer Schauspieler, Drehbuchautor, Regisseur und Produzent. Er zählt zu den bekanntesten und vielseitigsten Darstellern der Gegenwart. Mit drei Oscars (zwei als Bester Hauptdarsteller für Einer flog über das Kuckucksnest 1975 und für Besser geht’s nicht 1997 – und einem als Bester Nebendarsteller für Zeit der Zärtlichkeit 1984) sowie zwölf Oscar-Nominierungen ist er einer der erfolgreichsten Schauspieler Hollywoods.

## Leben und Karriere

### 1937–1955
Nicholson wurde 1937 als unehelicher Sohn der 17-jährigen June Frances Nicholson († 1963) in der Kleinstadt Neptune City im Monmouth County in New Jersey geboren. Deren Mutter Ethel May († 1970) gab sich als seine Mutter aus, um dem Ansehen ihrer minderjährigen Tochter nicht zu schaden. Sein Großvater John, der offiziell als sein Vater galt, war Alkoholiker und verließ die Familie bereits, als Jack noch ein Baby war. Er starb 1958. Nicholson entstammt mütterlicherseits einer Familie mit irischen, englischen und deutschen Wurzeln, wobei sich die Familie selber stets als irischstämmig bezeichnete.
Nicholson wuchs in dem Glauben auf, seine Mutter June sei seine ältere Schwester. Er erfuhr die Wahrheit über seine Familienverhältnisse erst 1974, als ein Reporter der Zeitschrift Time entsprechende Recherchen anstellte. Sein biologischer Vater war demnach der italienische Immigrant Donald Furcillo-Rose, der 1936 im Alter von 42 Jahren häufiger mit Nicholsons damals 16-jähriger Mutter June ausgegangen war. Seine Behauptung, er sei kurzzeitig mit June Nicholson verheiratet gewesen, ist jedoch nicht belegt. Als möglicher Vater von Nicholson wurde außerdem ein Mann namens Edgar A. Kirschfeld genannt. Nicholson stellte jedoch keine weiteren Recherchen an, die seine Abstammung hätten klären können.
Den Entschluss, Schauspieler zu werden, fasste Nicholson schon als kleiner Junge. Er engagierte sich in der Theatergruppe seiner Schule und galt als Klassenclown. Er war bereits in jungen Jahren mit Danny DeVito bekannt, da Verwandte von ihm und Verwandte von DeVito gemeinsam einen Friseursalon betrieben. Die beiden Schauspieler arbeiteten später häufig in Hollywood zusammen. Hochintelligent durfte er während seiner Schulzeit eine Klasse überspringen. Nach dem Abschluss der Manasquan High School verließ Nicholson 1954 seinen Heimatort Neptune City und folgte seiner leiblichen Mutter nach Los Angeles, wo sie als Sekretärin und Modeeinkäuferin arbeitete. June Nicholson starb 1963 an Krebs.
Der 17-jährige Nicholson arbeitete zunächst in einem Spielzeuggeschäft und fand dann eine Anstellung als Botenjunge in der Trickfilmabteilung der Filmgesellschaft Metro-Goldwyn-Mayer. Er betreute bei MGM außerdem die Fanpost, die die beiden populären Cartoonfiguren Tom und Jerry erhielten.

### 1955–1965
Nicholson überredete den bekannten MGM-Produzenten Joe Pasternak, Probeaufnahmen mit ihm zu machen. Pasternak bescheinigte ihm zwar Talent, gab ihm aber den Rat, zunächst Schauspielunterricht zu nehmen. Nicholson besuchte die Schauspielklasse von Jeff Corey und traf dort auf Kommilitonen wie Richard Chamberlain und James Coburn. 1956 gab er in der Fernsehserie Matinee Theatre in einer unbedeutenden Nebenrolle sein Schauspieldebüt.
1958 traf Nicholson den 32-jährigen Roger Corman, der seit einigen Jahren mit großem Erfolg B-Movies produzierte und inszenierte und in dieser Funktion jahrzehntelang die Karrieren späterer Hollywood-Größen förderte (darunter Robert De Niro, Martin Scorsese, Sylvester Stallone, James Cameron oder Francis Ford Coppola). Corman besetzte den 21-jährigen Nicholson in dem in Deutschland nicht aufgeführten Spielfilm The Cry Baby Killer als hitzköpfigen Jugendlichen, der schließlich zum Kriminellen wird. Das von Jus Addiss inszenierte Kriminaldrama orientierte sich an den damals populären Jugendfilmen wie … denn sie wissen nicht, was sie tun, fand aber weder bei Kritik noch Publikum große Resonanz.
Auch in den folgenden Jahren war Nicholson hauptsächlich für Corman tätig und übernahm kleinere Rollen in dessen B-Movies. 1960 spielte er in der von Corman inszenierten Horrorkomödie Kleiner Laden voller Schrecken den masochistischen Patienten eines sadistischen Zahnarztes. Dieser Film wurde innerhalb weniger Tage mit einem Minimalbudget von ca. 30.000 US-Dollar realisiert und entwickelte sich im Laufe der Jahre zu einem Kultstreifen. Die groteske Geschichte um die fleischfressende Riesenpflanze Audrey wurde 1982 zu einem Broadway-Musical verarbeitet, das 1986 verfilmt wurde.
In den frühen 1960er-Jahren produzierte und inszenierte Corman eine Reihe kostengünstiger Gothic-Horror-Filme, die beim Publikum gut ankamen und zu Klassikern ihres Genres wurden. Nicholson war in zwei dieser Filme zu sehen. In Der Rabe – Duell der Zauberer, einer Horrorkomödie, war er 1963 neben den profilierten Genre-Stars Boris Karloff, Vincent Price und Peter Lorre zu sehen. Im selben Jahr spielte er neben Karloff die zweite Hauptrolle in The Terror – Schloß des Schreckens. Bei diesem Film, der in denselben Kulissen wie Der Rabe entstand, war er zusammen mit Coppola und anderen auch als ungenannter Co-Regisseur tätig.
Die weibliche Hauptrolle in The Terror spielte die 23-jährige Sandra Knight, die Nicholson 1962 geheiratet hatte. 1963 kam eine Tochter zur Welt. Die Ehe mit Knight wurde 1968 geschieden. Nicholson war seither nicht wieder verheiratet, hat jedoch insgesamt fünf Kinder mit vier verschiedenen Frauen. In den frühen 1960er Jahren spielte Nicholson auch in Filmen wie Die wilde Jagd (1960), Das gebrochene Land (1962), Donner auf der Insel (1963) oder Hintertür zur Hölle (1964), die jedoch nur wenig Publikum fanden und seine Karriere nicht voranbrachten.

### 1966–1969
Ab Mitte der 1960er-Jahre geriet die etablierte Filmindustrie zunehmend unter Druck. Hollywood produzierte weiterhin nach den gängigen Rezepten leichte Unterhaltungsfilme (Liebeskomödien, Musicals, Monumentalfilme, Western), die von den jungen Kinogängern der Hippie-Ära ignoriert wurden. Ab 1966 machten sich jedoch im aktuellen Kino verstärkt die Einflüsse der Sub- und Gegenkultur bemerkbar und brachten das sogenannte New-Hollywood-Kino hervor.
Corman hatte stets ein Gespür für die aktuellen Trends und inszenierte 1966 den Rocker-Film Die wilden Engel, der für nur 360.000 US-Dollar produziert wurde, in den Vereinigten Staaten fast das 20-Fache dieser Summe einspielte und eine kurzlebige Motorradfilm-Welle auslöste. Nicholson war an Die wilden Engel zwar nicht beteiligt, erhielt 1967 aber Rollen in den Motorradfilmen Die wilden Schläger von San Francisco und Rebel Riders (der erst 1970 ins Kino kam). In Filmen wie diesen formte sich nach und nach das Image Nicholsons als unrasierter rebellischer Antiheld des New Hollywood, der die gesellschaftlichen Konventionen verachtet. Privat bewegte sich der Schauspieler zu dieser Zeit im Umfeld junger Darsteller wie Peter Fonda, Dennis Hopper oder Bruce Dern, die auf der Leinwand ebenfalls das Image des Antihelden pflegten.
Mitte der 1960er-Jahre versuchte sich Nicholson als Drehbuchautor und schrieb unter anderem die Vorlage für den Film The Trip (1967), der von Corman inszeniert wurde. Dieser Film, in dem Nicholson nicht als Schauspieler zu sehen ist, schildert in teils surrealen Bildern die LSD-Erfahrungen und amourösen Abenteuer eines Drehbuchautors, dargestellt von Peter Fonda, und gilt als einer der ersten Filme, die sich mit dem Thema Drogen auseinandersetzten. Nicholson hat eingeräumt, dass er ab Mitte der 1960er-Jahre ebenfalls LSD konsumiert habe.
1966 entstanden unter der Regie von Monte Hellman die beiden von Corman produzierten Western Das Schießen und Ritt im Wirbelwind, an denen Nicholson als Darsteller bzw. Koautor beteiligt war. Die unkonventionellen Filme, die die gängigen Genre-Regeln einigermaßen auf den Kopf stellten, wurden als „Acid-Western“ und als „kafkaesk“ bezeichnet und fanden kein Publikum. Das Schießen wurde nie im Kino gezeigt.
1968 war Nicholson als Koautor an dem Film Head beteiligt, der die überdrehten Abenteuer der Pop-Gruppe The Monkees schilderte und sich offensichtlich an den stilprägenden Filmen orientierte, die Richard Lester einige Jahre zuvor mit den Beatles gedreht hatte. Der Film wurde jedoch zu einem Flop und von der Kritik als zusammenhanglos und misslungen bezeichnet.
1967 und 1968 bemühte sich Nicholson vergeblich um die Hauptrollen in den späteren Erfolgsfilmen Die Reifeprüfung und Rosemaries Baby. Obwohl er als Darsteller, Autor oder Koregisseur an zahlreichen Filmen mitgewirkt hatte, war seine Karriere bis 1968 letzten Endes erfolglos verlaufen.
Hopper als Regisseur und Peter Fonda als Ideengeber und Drehbuchautor waren die treibenden Kräfte hinter dem Roadmovie Easy Rider (1969). Dieser Film schilderte die Abenteuer der beiden Hippies und Drogenschmuggler Wyatt (Fonda) und Billy (Hopper), die mit ihren Harley-Davidson-Motorrädern von Mexiko in die amerikanischen Südstaaten fahren und dort schließlich auf einer Landstraße von „Rednecks“ erschossen werden. Eine Zeitlang wird das Duo von dem permanent betrunkenen Anwalt George Hanson (Nicholson) begleitet, der ebenfalls von Rednecks getötet wird.
Bei der Umsetzung dieses Films war Nicholson zunächst nur als ausführender Produzent beteiligt – auf Bitten Hoppers hatte er den Kontakt mit der neu gegründeten Produktionsfirma BBS hergestellt, die ein Produktionsbudget von 375.000 US-Dollar bereitstellte. Als Rip Torn, der ursprünglich den betrunkenen Anwalt Hanson spielen sollte, die Produktion noch vor Beginn der Dreharbeiten verließ, erklärte sich Nicholson bereit, die Rolle zu übernehmen.
Easy Rider wurde mit einem Einspielergebnis von rund 100 Millionen US-Dollar zu einem sagenhaften Kassenerfolg, zum wichtigsten Kultfilm der Hippie-Generation und zu einem Klassiker des New-Hollywood-Kinos. Nicholson gelang es, nach mehr als zehn Jahren im Filmgeschäft erstmals ein großes Publikum auf sich aufmerksam zu machen – er wurde für seine komödiantisch angelegte Darstellung des betrunkenen Anwalts von der Kritik und den Zuschauern einhellig gefeiert. Die Rolle brachte ihm 1970 außerdem die erste von zwölf Oscar-Nominierungen ein. Die zweite folgte dann nur ein Jahr später für Five Easy Pieces – Ein Mann sucht sich selbst.

### 1970–1975

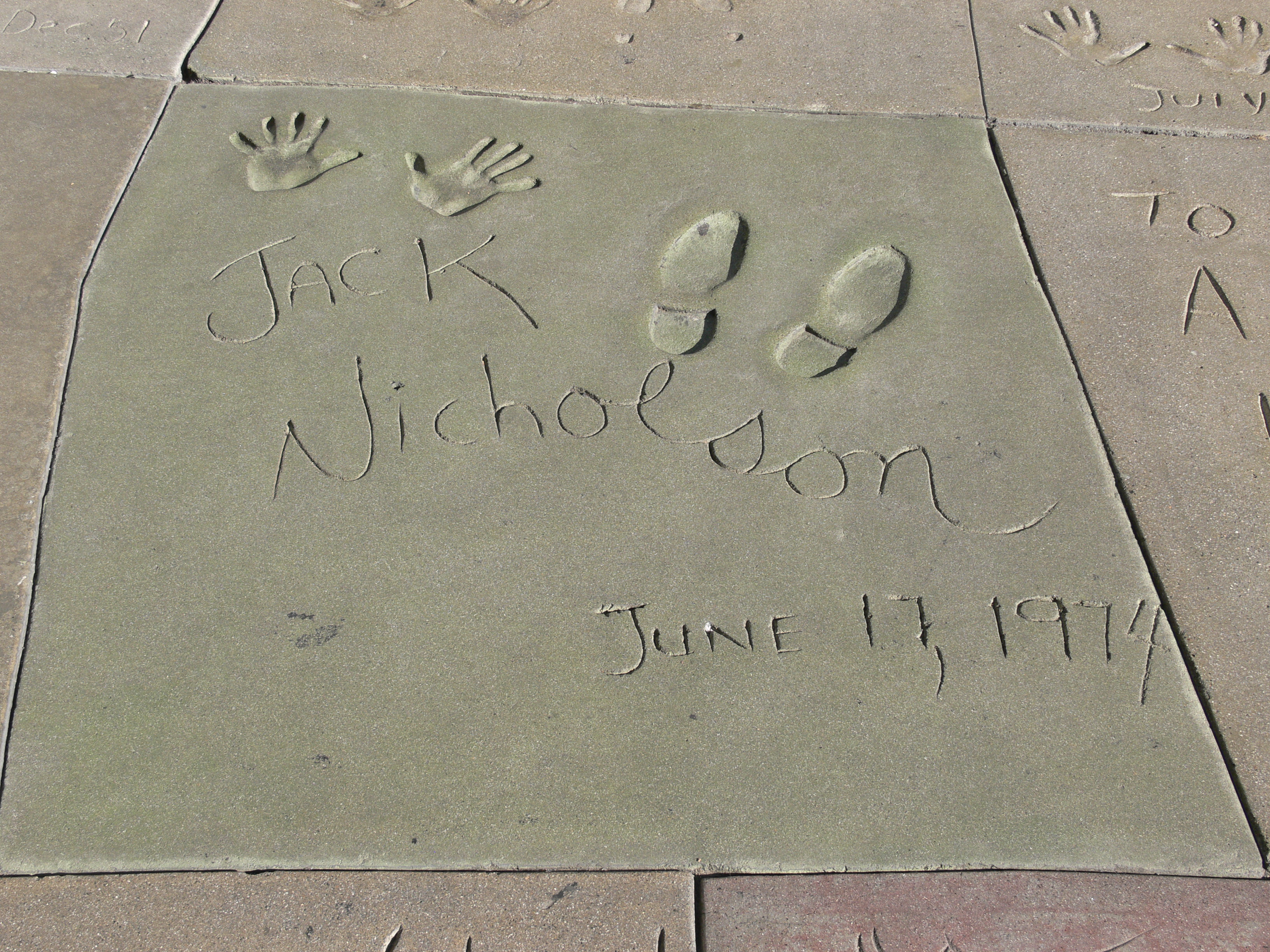
Nicholsons Hand- und Schuhabdrücke vor Grauman’s Chinese Theatre

Bis weit in die 1960er-Jahre hinein waren Hollywood-Stars in der Regel der Tradition des gutaussehenden romantischen Helden verpflichtet oder traten betont maskulin auf. Der Erfolg des New-Hollywood-Kinos ebnete jedoch einer neuen Generation von Schauspielern den Weg, die auf realitätsbezogene, psychologisch fundierte Rollengestaltungen Wert legten – darunter Dustin Hoffman, Al Pacino, Gene Hackman, Donald Sutherland oder Robert De Niro. Mit Beginn der 1970er Jahre avancierte Nicholson zu einem der führenden Stars dieser jungen Schauspielergeneration. Der 1,77 m große Darsteller mit dem schütteren Haar entsprach schon rein äußerlich nicht dem traditionellen Bild eines Hollywood-Stars und personifizierte durch seinen speziellen Habitus wie kaum ein anderer Darsteller den Zeitgeist der damaligen Ära, in der etablierte Werteordnungen in Frage gestellt wurden. Zum speziellen Markenzeichen des Schauspielers wurde sein unverwechselbares „Killergrinsen“.
Nachdem ihm mit Easy Rider der Durchbruch gelungen war, baute Nicholson sein schauspielerisches Renommee weiter aus und trat zwischen 1970 und 1975 in elf Filmen auf. Während er als Nebendarsteller in dem Barbra-Streisand-Musical Einst kommt der Tag… (1970) kaum zur Geltung kam, konnte er mit Five Easy Pieces – Ein Mann sucht sich selbst (1970) sein Image als rebellischer Antiheld festigen. Unter der Regie von Bob Rafelson war er als Sohn aus „gutem Hause“ zu sehen, der sich einer Karriere als Pianist verweigert und stattdessen als Gelegenheitsarbeiter auf einem Ölfeld tätig ist. Der Film und Nicholsons Darstellung wurden allgemein sehr positiv bewertet.
Auch in Filmen wie Die Kunst zu lieben (1971) oder Der König von Marvin Gardens (1972) stellte Nicholson Figuren dar, die auf die bürgerlichen Wertvorstellungen keinen Wert legen. 1971 gestaltete er als Regisseur und Drehbuchautor den Film Drive, He Said, der die Probleme einiger junger Basketballspieler thematisierte. Drive, He Said fand wenig Beachtung, wurde aber wegen seiner expliziten Sexszenen kritisiert. Nicholson lehnte zu dieser Zeit trotz hoher Gagenangebote unter anderem Rollen in Filmen wie Der Pate, Der Clou oder Der große Gatsby ab. Stattdessen trat er 1973 in Hal Ashbys Das letzte Kommando als Navy-Matrose in Erscheinung, der den Auftrag erhält, einen abgeurteilten Kameraden in ein weit entferntes Militärgefängnis zu überführen. Diese Milieu- und Charakterstudie kam bei der Kritik sehr gut an und festigte Nicholsons Reputation als vielseitiger Charakterdarsteller.
Als noch erfolgreicher erwies sich 1974 Roman Polańskis Chinatown, ein moderner, komplexer Film noir, der im Los Angeles der 1930er Jahre angesiedelt ist. Privatdetektiv Jake Gittes wird von einer mysteriösen Klientin beauftragt, ihren untreuen Ehemann zu beschatten. Während der Detektiv diesen vermeintlichen Routineauftrag ausführt, wird er in eine immer komplexere Affäre verstrickt, die ihn zwingt, sich mit Mord, Korruption und Inzest auseinanderzusetzen.
War Nicholson in früheren Filmen häufig unrasiert und in ungepflegter Garderobe zu sehen, tritt er in Chinatown in teuren Maßanzügen in Erscheinung und bemüht sich als Jake Gittes um ein besonders kultiviertes Erscheinungsbild. Dem Privatdetektiv wird von einem sadistischen Kriminellen (Polański in einem Cameo-Auftritt) nach knapp 40 Minuten mit einem Messer die Nase aufgeschlitzt, weshalb Gittes dazu gezwungen ist, mitten im Gesicht eine entsprechende Bandage zu tragen.
Chinatown wurde bei Kritik und Publikum zu einem großen Erfolg und gilt allgemein als einer der wichtigsten Filmklassiker der 1970er-Jahre. Autor Robert Towne, der die Rolle des Detektivs genau auf seinen langjährigen Freund Nicholson zugeschnitten hatte, wurde mit einem Oscar ausgezeichnet.

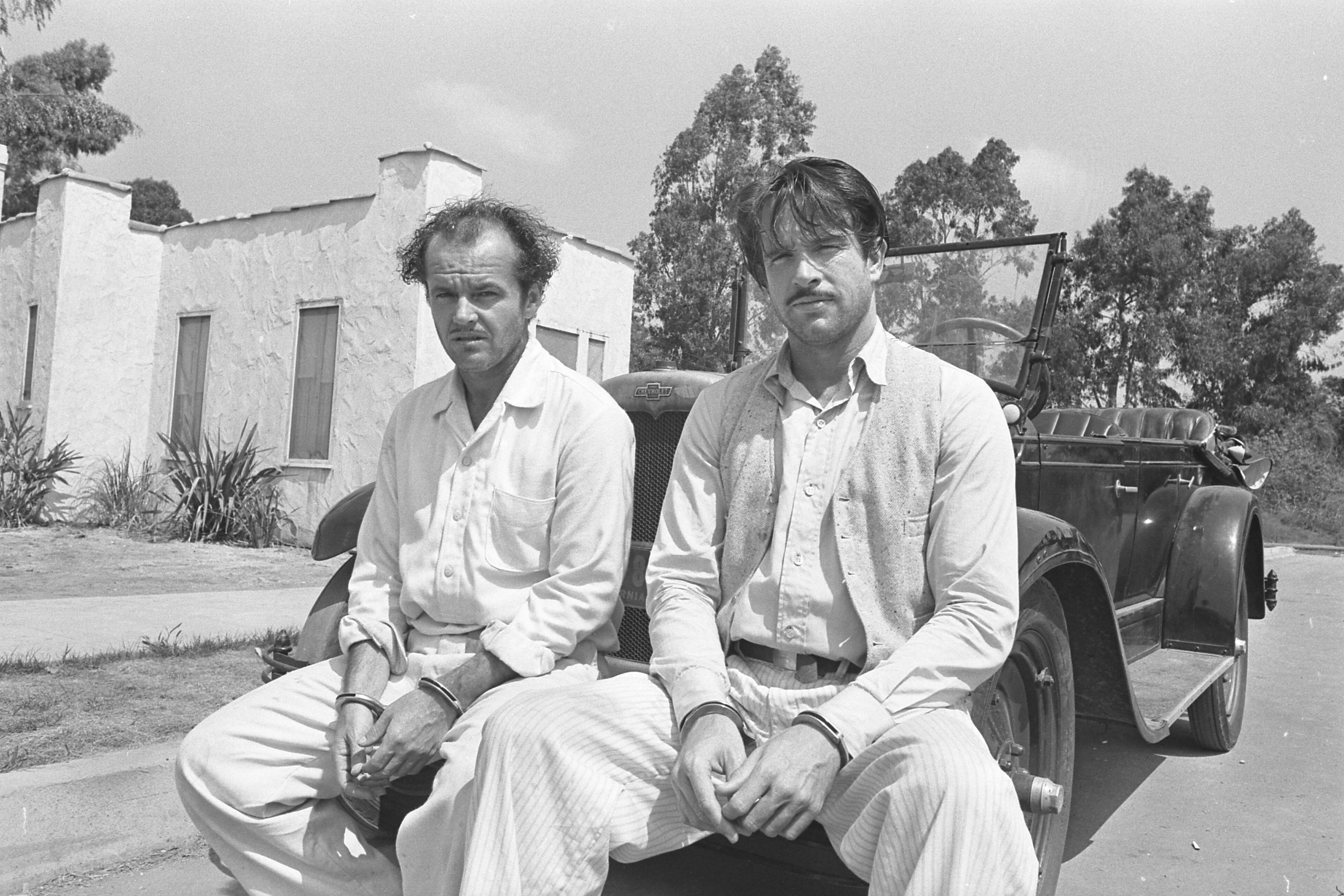
Nicholson (links) mit Warren Beatty am Set von Mitgiftjäger (1974)

1975 engagierte der renommierte italienische Regisseur Michelangelo Antonioni Nicholson für sein Psychodrama Beruf: Reporter, in dem sich ein frustrierter Reporter dazu entschließt, die Identität eines anderen Mannes anzunehmen. Im selben Jahr trat er in Ken Russells Rock-Musical Tommy als singender Arzt in Erscheinung. Die Komödie Mitgiftjäger blieb 1975 weit hinter den Erwartungen zurück, obwohl neben Nicholson ein weiterer Top-Star – Warren Beatty – zu sehen war. Nicholson und der gleichaltrige Beatty sind eng befreundet und genossen lange Zeit ein Image als Hollywoods führende Casanovas. Allerdings führte Nicholson ab 1973 eine Beziehung mit der Schauspielerin Anjelica Huston.
Zum vielleicht bekanntesten und populärsten Film mit Nicholson wurde Einer flog über das Kuckucksnest, 1975 vom tschechischen Regisseur Miloš Forman inszeniert. Nicholson war in der Rolle des Randle P. McMurphy zu sehen, der sich in eine psychiatrische Anstalt einliefern lässt, um so einer Gefängnisstrafe wegen Verführung einer Minderjährigen zu entgehen. In der Klinik stachelt er die apathischen Insassen – die mit Medikamenten und Elektroschocks ruhiggestellt werden – zur Rebellion gegen die Anstaltsleitung auf. Nicholsons Image des unrasierten, cleveren Underdogs, mit dem die Zuschauer sympathisieren, kam in der Rolle des rebellischen McMurphy besonders publikumswirksam zur Geltung.

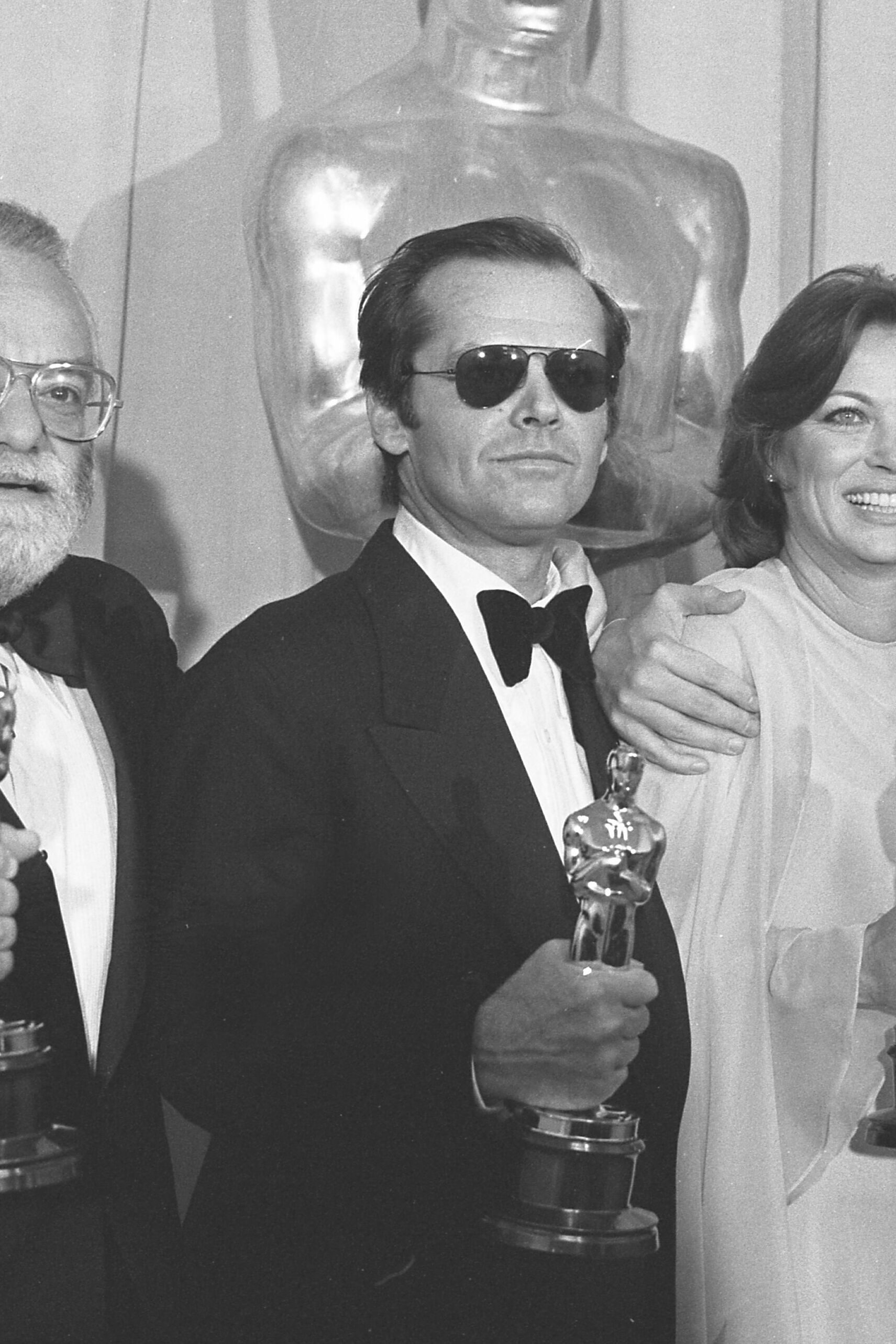
Jack Nicholson mit dem Oscar für Einer flog über das Kuckucksnest (1976)

Nach dem gleichnamigen Bestseller von Ken Kesey inszeniert, wurde Einer flog über das Kuckucksnest zu einem der größten Kassenerfolge der 1970er-Jahre und spielte allein in den Vereinigten Staaten 112 Millionen US-Dollar ein. Von Michael Douglas produziert, war der Film einer der spektakulärsten – und letzten – Kassenhits des New Hollywood und katapultierte Nicholson endgültig an die Spitze der Traumfabrik. Bei den Dreharbeiten traf er seinen Jugendfreund DeVito wieder, der einen der Insassen der Nervenheilanstalt spielte und mit dieser Rolle eine erfolgreiche Filmkarriere begründete. Nicholson erhielt für den Film erstmals eine Million US-Dollar Gage und war außerdem mit 15 % an den weltweiten Einnahmen beteiligt, was ihn endgültig zum wohlhabenden Mann machte. Seit den frühen 1970er Jahren bewohnte er eine Villa am noblen Mulholland Drive und hatte dort Marlon Brando zum Nachbarn.
Einer flog über das Kuckucksnest avancierte zum Klassiker und Kultfilm und gewann 1976 die Oscars in allen fünf Hauptkategorien – für die beste Regie, den besten Film, das beste Drehbuch, die beste Hauptdarstellerin (Louise Fletcher als tyrannische Anstaltsleiterin) und den besten Hauptdarsteller. Nicholson wurde erstmals mit dem weltweit begehrtesten Filmpreis ausgezeichnet – nachdem er ab 1970 fünfmal in sieben Jahren nominiert worden war.

### 1976–1980
Nachdem die erste Hälfte der 1970er-Jahre für Nicholson äußerst erfolgreich verlaufen war, gelang es ihm zunächst nicht, seine Karriere auf einem ähnlichen Niveau weiterzuführen. 1976 war er, zehn Jahre nach den B-Movies Das Schießen und Ritt im Wirbelwind, wieder als Westernheld zu sehen und spielte neben seinem Nachbarn und Jugendidol Brando in Duell am Missouri einen Pferdedieb, der einen reichen Pferdezüchter ruinieren will. Brando trat neben Nicholson – teils in Frauenkleidern – als exzentrischer „Regulator“ (= „Killer“) in Erscheinung. Trotz prominenter Besetzung floppte dieser von Arthur Penn inszenierte Spätwestern an den Kinokassen und wurde auch von der Kritik überwiegend als misslungen bezeichnet. Ähnlich schnell in Vergessenheit geriet Elia Kazans Der letzte Tycoon (1976), der die kurze Karriere eines jungen Filmproduzenten (dargestellt von De Niro) im Hollywood der 1930er-Jahre nachzeichnet. Nicholson war in dem prominent besetzten Film lediglich in einer Nebenrolle zu sehen.
Im Frühjahr 1977 wurde Nicholson indirekt in einen Sexskandal verwickelt, nachdem sein Freund Polański wegen „außerehelichen Geschlechtsverkehrs mit einer Minderjährigen“ angeklagt und in Untersuchungshaft genommen worden war. Polański soll ein 13-jähriges Mädchen im Whirlpool von Nicholsons Villa mit Betäubungsmitteln gefügig gemacht haben. Nicholson selbst hielt sich zu dieser Zeit zum Wintersport in Aspen auf und musste hinnehmen, dass die Polizei im April 1977 seine Villa durchsuchte. Polański floh schließlich aus dem Land, um einer langjährigen Haftstrafe zu entgehen. 2009 wurde Polański wegen dieses Delikts in der Schweiz verhaftet und entging nur knapp einer Auslieferung an die Vereinigten Staaten.
1978 war Nicholson ein weiteres – und letztes – Mal als Westerndarsteller zu sehen: In Der Galgenstrick spielte er unter eigener Regie einen Viehdieb, der knapp dem Galgen entkommt und eine jungfräuliche Minenbesitzerin ehelicht. Der komödiantisch angelegte Spätwestern, in dem unter anderen John Belushi, Christopher Lloyd und DeVito zu sehen waren, blieb bei Kritik und Publikum erfolglos.
Nach eineinhalbjährigen Dreharbeiten kam 1980 Stanley Kubricks Horrorfilm Shining in die Kinos. Unter Aufsicht von Kubrick waren in einem Londoner Studio die riesigen Kulissenbauten des unheimlichen Overlook-Hotels entstanden, dessen Hausmeister, der erfolglose Schriftsteller Jack Torrance (Nicholson), langsam in den Wahnsinn abdriftet. Nach dem gleichnamigen Romanbestseller von Stephen King hatte der perfektionistische Kubrick mit hohem Budget und in zeitaufwändiger Inszenierung (er ließ viele Szenen 50 bis 60 Mal wiederholen) einen modernen Gothic-Horrorfilm inszeniert, der nicht mit grausigen Szenen geizte. Die drei Protagonisten des Films – Torrance sowie seine Frau und sein kleiner Sohn – werden in dem leeren, eingeschneiten Hotel so lange von Horrorvisionen terrorisiert, bis es zum alptraumhaften Showdown kommt.
Für Nicholson und für Kubrick – beide hatten in den Jahren davor Misserfolge hinnehmen müssen – wurde Shining zu einem großen Erfolg. Der Film avancierte zu einem Klassiker seines Genres sowie zu einem vielzitierten und -parodierten Werk der Popkultur. Von der zeitgenössischen Kritik wurde teilweise bemängelt, Nicholson habe bei seiner Darstellung des wahnsinnigen Schriftstellers schauspielerisch überzogen.

### 1981–1989
1981 inszenierte Rafelson mit Wenn der Postmann zweimal klingelt ein Remake des Film-Noir-Klassikers Im Netz der Leidenschaften aus dem Jahr 1946. Nicholson ist hier als zwielichtiger Herumtreiber zu sehen, der sich auf eine Affäre mit der schönen Frau (Jessica Lange) eines Tankstellenbetreibers einlässt. Das Liebespaar ermordet den lästigen Ehemann, indem es ihn in einem Auto eine Klippe hinabstürzt. Wenn der Postmann zweimal klingelt sorgte für einen Skandal, als kolportiert wurde, Nicholson und Lange hätten eine leidenschaftliche Liebesszene auf dem Küchentisch nicht nur simuliert. Für weniger Aufsehen sorgten Nicholsons Auftritte in den Filmen Reds und Grenzpatrouille.
1981 wurde Nicholsons zweite Tochter Honey geboren. Die Mutter war das dänische Model Winnie Hollman, obwohl Nicholson mit Huston zusammen war.
1983 trat Nicholson in dem komödiantischen Melodram Zeit der Zärtlichkeit, das auf die Hauptdarstellerinnen Shirley MacLaine und Debra Winger zugeschnitten war, als alkoholisierter Ex-Astronaut in Erscheinung. Hier traf er abermals auf seinen Jugendfreund DeVito. Dieser Film wurde zu einem weltweiten Kassenerfolg und brachte Nicholson seinen zweiten Oscar ein. Als weniger erfolgreich erwiesen sich Mitte der 1980er-Jahre Filme wie Die Ehre der Prizzis, Sodbrennen oder Wolfsmilch. In dem Kassenhit Die Hexen von Eastwick war Nicholson 1987 neben Cher, Susan Sarandon und Michelle Pfeiffer als „teuflischer“ Verführer Daryl Van Horne zu sehen, der die Damenwelt einer Kleinstadt in Aufruhr versetzt.
In der Comic-Verfilmung Batman (1989) übernahm Nicholson den dominanten Part des grinsenden Superschurken Joker, der in einer Zukunftsmetropole von dem fledermaushaften Titelhelden bekämpft wird. Mit einem weltweiten Einspielergebnis von über 400 Millionen US-Dollar wurde Batman zu Nicholsons größtem Kinohit. Dank spezieller Vertragsklauseln erzielte der Darsteller eine Rekordgage von rund 60 Millionen US-Dollar und avancierte dadurch seinerzeit zum bestbezahlten Darsteller der Filmgeschichte. Erst Jahrzehnte später wurden in Hollywood wieder ähnliche Gagen-Dimensionen erreicht.
Außerdem wirkt Nicholson auf dem Album Batman von Prince mit, der in vier Songs Filmzitate des Schauspielers sampelte.

### 1990–2000

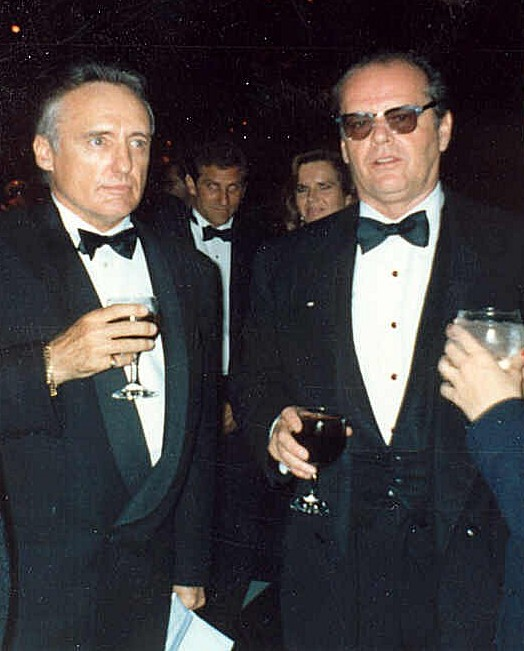
Nicholson (rechts) und Dennis Hopper bei der Oscarverleihung 1990

1990 realisierte Nicholson als Regisseur und Hauptdarsteller die Chinatown-Fortsetzung Die Spur führt zurück – The Two Jakes, die an den Kinokassen floppte und nach allgemeinem Tenor weit hinter der künstlerischen Qualität des Vorgängerfilms zurückblieb. Nicholson beendete mit diesem Film seine Karriere als Regisseur.
1990 trennte sich Huston von Nicholson, als sie erfuhr, dass die Kellnerin Rebecca Broussard eine Tochter von ihm erwartete. Er gab ihr den Namen seiner Tante Lorraine. 1992 kam sein Sohn Raymond zur Welt. Von 1999 bis 2001 lebte Nicholson mit der Schauspielerin Lara Flynn Boyle zusammen.
Als Flops erwiesen sich in den 1990er-Jahren Nicholson-Filme wie Man Trouble – Auf den Hund gekommen (1992), Jimmy Hoffa (1992), Crossing Guard – Es geschah auf offener Straße (1995), Jahre der Zärtlichkeit – Die Geschichte geht weiter (1996) oder Blood and Wine (1996). Erfolge verbuchen konnte Nicholson dagegen mit dem Militär-Drama Eine Frage der Ehre (1992), in dem er neben Tom Cruise als Colonel zu sehen war, und mit dem Thriller Wolf – Das Tier im Manne (1994), in dem er an der Seite von Michelle Pfeiffer als Werwolf in Erscheinung trat. 1996 war er unter der Regie von Tim Burton in der Sciencefiction-Komödie Mars Attacks! als US-Präsident James Dale zu sehen. In der Komödie Besser geht’s nicht war Nicholson 1997 als miesepetriger Schriftsteller zu sehen, der sich durch rassistische und homophobe Äußerungen hervortut. Diese Rolle brachte dem Darsteller seinen dritten Oscar ein, den er dem 1998 verstorbenen Schauspieler J. T. Walsh widmete.

### 21. Jahrhundert

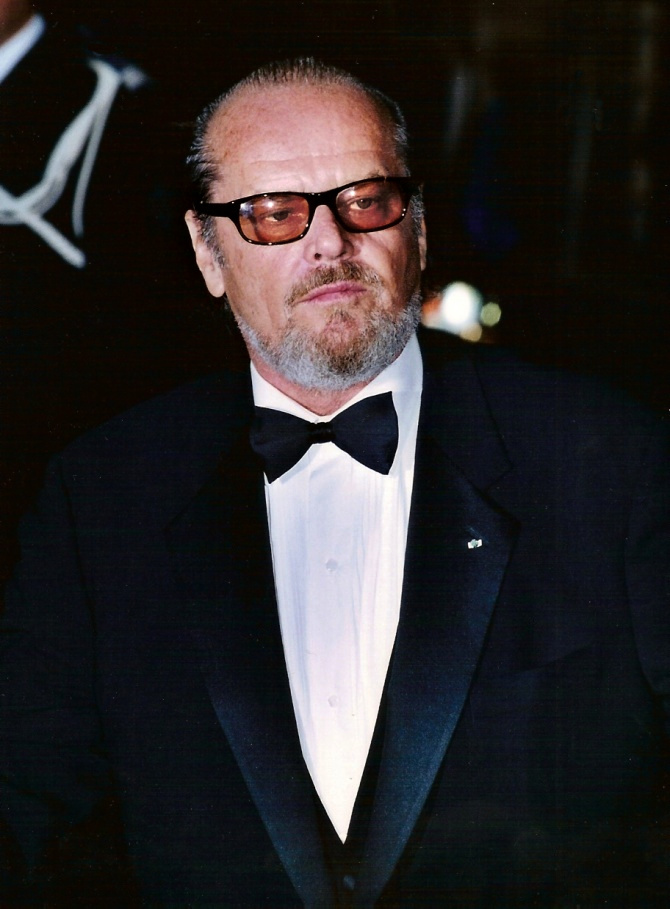
Jack Nicholson 2002 bei den Internationalen Filmfestspielen von Cannes

Nachdem Das Versprechen 2001 gefloppt war, konnte Nicholson 2002 mit der Tragikomödie About Schmidt wieder einen Filmerfolg verbuchen. Er trat hier als Rentner auf, der gezwungen ist, sein Leben neu zu ordnen. Nicholson war außerdem in den erfolgreichen Komödien Die Wutprobe (2003 – als Aggressionstherapeut) und Was das Herz begehrt (2003 – als alternder Casanova) zu sehen. Scorsese besetzte ihn 2006 in dem Kassenhit Departed – Unter Feinden als irischen Mafia-Paten. Er war hier neben Leonardo DiCaprio, Matt Damon und Mark Wahlberg zu sehen.
In Rob Reiners 2007 veröffentlichtem Kassenerfolg Das Beste kommt zum Schluss spielten Nicholson und Morgan Freeman zwei todkranke Patienten, die sich in der ihnen noch verbleibenden Zeit ihre letzten Wünsche erfüllen. Zum bislang letzten Mal trat der damals 73-jährige Nicholson 2010 in Woher weißt du, dass es Liebe ist als Schauspieler in Erscheinung. Im Februar 2017 wurde über sein Comeback in der geplanten US-Neuverfilmung des deutschen Films Toni Erdmann spekuliert. Im August 2018 wurde jedoch eine Beteiligung Nicholsons ausgeschlossen. Auch Gerüchte um einen Cameo-Auftritt Nicholsons in Doctor Sleeps Erwachen (2019), der Fortsetzung von Shining, bewahrheiteten sich nicht.
Nicholson hat sich seit Mitte der 2010er-Jahre weitgehend aus der Öffentlichkeit zurückgezogen.

## Deutsche Synchronstimmen
Am Anfang seiner Karriere wurde Nicholson, wie sein Schauspielkollege Dustin Hoffman, auf Deutsch vorwiegend von Manfred Schott synchronisiert (z. B. in Easy Rider, Five Easy Pieces – Ein Mann sucht sich selbst, Einer flog über das Kuckucksnest, Der letzte Tycoon, Der Galgenstrick, Wenn der Postmann zweimal klingelt, Reds). Nach dessen Unfalltod 1982 übernahm im Laufe der 1980er-Jahre Joachim Kerzel die deutschsprachige Stimme beider Darsteller. In der Übergangszeit wurde Nicholson auch von Erik Schumann gesprochen (in Die Ehre der Prizzis, Wolfsmilch).
Abweichungen hiervon finden sich unter den wichtigeren Stationen von Nicholsons Karriere bei u. a.  Chinatown und Zeit der Zärtlichkeit (Hansjörg Felmy) und Jörg Pleva für Shining. Letzteres auf ausdrücklichen Wunsch des Regisseurs Stanley Kubrick, der ab 1957 mit einer Deutschen verheiratet war und bei der deutschen Synchronfassung des Films Uhrwerk Orange (1971) von Plevas Synchronisation für Malcolm McDowell als jugendlicher Straftäter Alex DeLarge so beeindruckt war, dass er durchsetzte, dass Pleva auch bei den deutschen Fassungen seiner folgenden Filme als Sprecher für die männliche Hauptrolle besetzt wurde.

## Filmografie

### Darsteller (Kino)
- 1958: The Cry Baby Killer
- 1960: Die Sünde lockt (Too Soon To Love)
- 1960: The Wild Ride
- 1960: Kleiner Laden voller Schrecken (The Little Shop Of Horrors)
- 1960: Kein Stern geht verloren (Studs Lonigan)
- 1962: The Broken Land
- 1963: Der Rabe – Duell der Zauberer (The Raven)
- 1963: The Terror – Schloß des Schreckens (The Terror)
- 1964: Flight To Fury
- 1964: Operation Pazifik (Ensign Pulver)
- 1964: Back Door To Hell
- 1966: Ritt im Wirbelwind (Ride In The Whirlwind)
- 1966: Das Schießen (The Shooting)
- 1967: Chicago-Massaker (The St. Valentine’s Day Massacre)
- 1967: Die wilden Schläger von San Francisco (Hell’s Angels on Wheels)
- 1968: Psych-Out
- 1968: Head
- 1969: Easy Rider
- 1970: Rebel Riders (The Rebel Rousers)
- 1970: Einst kommt der Tag… (On a Clear Day You Can See Forever)
- 1970: Five Easy Pieces – Ein Mann sucht sich selbst (Five Easy Pieces)
- 1971: Ein Zauberer an meiner Seite (A Safe Place)
- 1971: Die Kunst zu lieben (Carnal Knowledge)
- 1972: Der König von Marvin Gardens (The King Of Marvin Gardens)
- 1973: Das letzte Kommando (The Last Detail)
- 1974: Chinatown
- 1975: Beruf: Reporter (Professione: reporter)
- 1975: Tommy (Tommy by „The Who“)
- 1975: Mitgiftjäger (The Fortune)
- 1975: Einer flog über das Kuckucksnest (One Flew Over The Cuckoo’s Nest)
- 1976: Duell am Missouri (The Missouri Breaks)
- 1976: Der letzte Tycoon (The Last Tycoon)
- 1978: Der Galgenstrick (Goin’ South)
- 1980: Shining (The Shining)
- 1981: Wenn der Postmann zweimal klingelt (The Postman Always Rings Twice)
- 1981: Reds
- 1981: Notre Dame de la Croisette (Dokumentarfilm)
- 1982: Grenzpatrouille (The Border)
- 1983: Zeit der Zärtlichkeit (Terms Of Endearment)
- 1985: Die Ehre der Prizzis (Prizzi’s Honor)
- 1986: Sodbrennen (Heartburn)
- 1987: Die Hexen von Eastwick (The Witches Of Eastwick)
- 1987: Wolfsmilch (Ironweed)
- 1987: Nachrichtenfieber – Broadcast News (Broadcast News)
- 1989: Batman
- 1990: Die Spur führt zurück – The Two Jakes (The Two Jakes)
- 1992: Man Trouble – Auf den Hund gekommen (Man Trouble)
- 1992: Jimmy Hoffa (Hoffa)
- 1992: Eine Frage der Ehre (A Few Good Men)
- 1994: Wolf – Das Tier im Manne (Wolf)
- 1995: Crossing Guard – Es geschah auf offener Straße (The Crossing Guard)
- 1996: Jahre der Zärtlichkeit – Die Geschichte geht weiter (The Evening Star)
- 1996: Mars Attacks!
- 1996: Blood and Wine
- 1997: Besser geht’s nicht (As Good As It Gets)
- 2001: Das Versprechen (The Pledge)
- 2002: About Schmidt
- 2003: Die Wutprobe (Anger Management)
- 2003: Was das Herz begehrt (Something’s Gotta Give)
- 2006: Departed – Unter Feinden (The Departed)
- 2007: Das Beste kommt zum Schluss (The Bucket List)
- 2010: I’m Still Here
- 2010: Woher weißt du, dass es Liebe ist (How Do You Know)

### Darsteller (Fernsehen)
- 1956: Matinee Theatre (eine Folge)
- 1960: Mr. Lucky (Folge Operation Fortuna)
- 1960: The Barbara Stanwyck Show (eine Folge)
- 1961: Wells Fargo (Tales Of Wells Fargo, Folge The Washburn Girl)
- 1961: Abenteuer unter Wasser (Sea Hunt, eine Folge)
- 1961: Bronco (Folge The Equalizer)
- 1962: Little Amy (Fernsehfilm)
- 1962: Hawaiian Eye (Folge Total Eclipse)
- 1966: Dr. Kildare (vier Folgen)
- 1966: Die Seaview – In geheimer Mission (Voyage To The Bottom Of The Sea, ungenannt)
- 1966/1967: The Andy Griffith Show (zwei Folgen)
- 1967: Die Spur des Jim Sonnett (The Guns Of Will Sonnett, eine Folge)
- 1987: Elephant’s Child (Fernsehfilm, Stimme)

### Drehbuchautor
- 1963: Thunder Island
- 1964: Flight To Fury
- 1966: Ritt im Wirbelwind (Ride In The Whirlwind)
- 1967: The Trip
- 1968: Head
- 1971: Drive, He Said

### Regie
- 1963: The Terror – Schloß des Schreckens (The Terror)
- 1971: Drive, He Said
- 1978: Der Galgenstrick (Goin’ South)
- 1990: Die Spur führt zurück – The Two Jakes (The Two Jakes)

### Produzent
- 1966: Das Schießen (The Shooting)
- 1966: Ritt im Wirbelwind (Ride In The Whirlwind)
- 1968: Head
- 1971: Drive, He Said
- 2008: I Am But A Fool

## Auszeichnungen

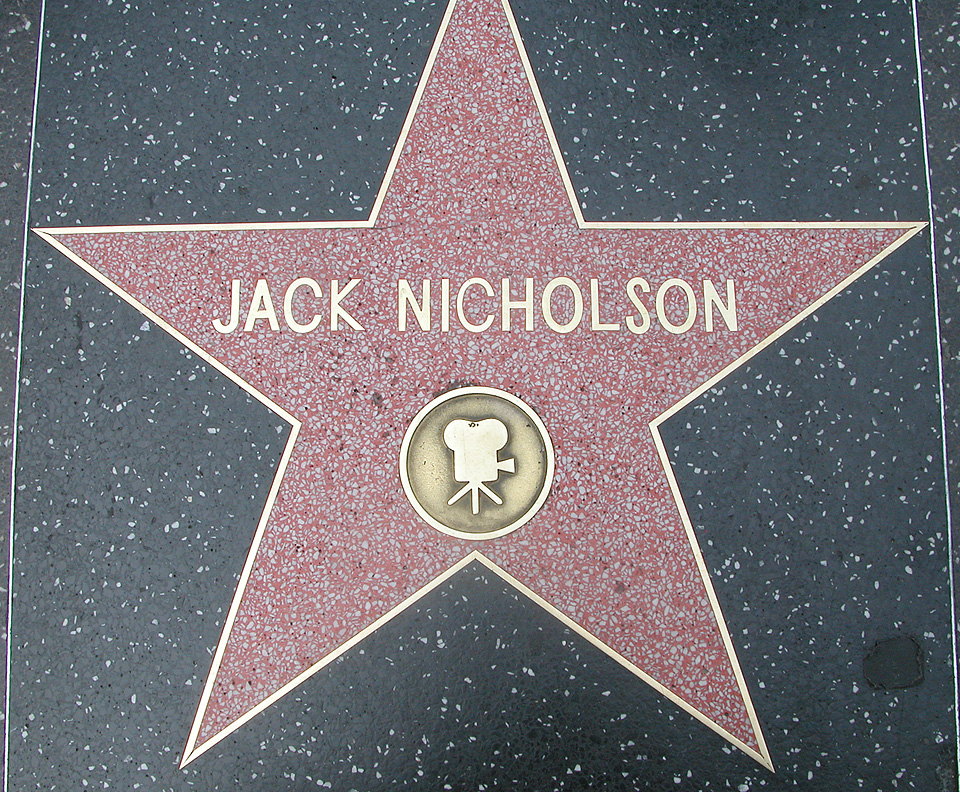
Nicholsons Stern auf dem Hollywood Walk of Fame

Nicholson war in den 1970er Jahren fünfmal, in den 1980er Jahren viermal, in den 1990er Jahren zweimal und 2003 zum bislang letzten Mal für einen Oscar nominiert. Mit insgesamt zwölf Oscar-Nominierungen ist er damit der meistnominierte männliche Filmschauspieler (übertroffen von Meryl Streep mit 21 Nominierungen) (Stand 2017). Er ist neben Michael Caine außerdem der einzige Schauspieler, der in jedem Jahrzehnt zwischen den 1960er und den 2000er Jahren mindestens einen Film gedreht hat, für den er nominiert wurde (beginnend mit Easy Rider, 1969). Streep gelang es als Dritte, in fünf aufeinanderfolgenden Jahrzehnten (zwischen den 1970er und 2010er Jahren) nominiert zu werden.
Insgesamt wurde Nicholson mit 89 Filmpreisen ausgezeichnet und er war für 100 weitere nominiert (Stand 2022). Er ist neben Walter Brennan und Daniel Day-Lewis der einzige männliche Schauspieler, der drei Oscars in den regulären Kategorien gewinnen konnte; bei den Frauen gelang dies Streep, Ingrid Bergman und Frances McDormand sowie Katharine Hepburn sogar viermal. 1997 erhielt Nicholson einen Stern auf dem Hollywood Walk of Fame.